# Gyűrűs tuskógomba
A gyűrűs tuskógomba (Armillaria mellea) a kalaposgombák (Agaricales) rendjébe, ezen belül a Physalacriaceae családjába tartozó faj.

## Elterjedése
Eurázsiában és Észak-Amerikában honos, Dél-Afrikába behurcolták. Magyarországon gyakori.

## Megjelenése, felépítése
Kalapja 2–12 cm széles, fiatalon domború vagy kissé púpos, majd széles domborúan, idősen majdnem laposan kiterül. Széle sokáig begöngyölt, idősen gyakran bordázott. Felszíne száraz vagy kissé tapadós. Színe fiatalon mézsárga, később sárgás-barnásra fakul. Felszínét — főleg a közepén — letörölhető, sötétebb, szálas pikkelyek fedik.
Húsa rugalmas, színe sárgásfehér, sérülésre nem változik. Szaga kissé édeskés vagy nem jellegzetes, íze némileg fanyar, kesernyés.
Sűrű lemezei tönkhöz nőttek vagy kissé lefutók, a féllemezek gyakoriak. Színük eleinte fehéres, krémszínű, később okkerbarnásak, rozsdabarnán foltosodnak. Fiatalon fehéres–pasztellsárgás részleges vélum védi őket.
Tönkje 5–12 cm magas és 1–1,5 cm vastag. Alakja a csoportos összezsúfolódás miatt többnyire a tövénél vékonyodó, sokszor görbe. Viszonylag szívós. Színe sárgás vagy barnás. A fehéres, pasztellsárga szélű, vékony gallér alatt felszíne szálas, pikkelyes. Tövéhez hosszú, hálózatos, fekete micéliumzsinórok, rizomorfok csatlakozhatnak.
Micéliuma fekete, cipőfűzőszerű.
Kalapja rendkívül változatos színű, de gyakori a mézsárga árnyalat, amiről az angolul mézgombának hívják. A kalapbőr közepén sötét, letörölhető pikkelykék vannak. A lemezek krémszínűek, majd megbarnulnak, rozsdásan foltosodhatnak, a tönkre kissé lefutnak. A tönkön múlékony gallér van. Termőtesteinek színe és mérete is változatos. A magányos gomba kalapjának átmérője elérheti a 18 cm-t!
Spórapora fehér. Spórája ellipszis alakú, sima, mérete 6–9 x 4–6 µm.
Fekete rizomorfáiról biztosan felismerhető.

## Életmódja, élőhelye
Kettős életet élő gomba, ahogy a korhadékbontó és a parazita életmód közt váltogat. Micéliumával képes egyik fától a másikig eljutni, és egy gyökérbe furakodva szállja meg új áldozatát. Ha egyszer bejutott a fába, akkor azt előbb-utóbb elpusztítja, szinte teljesen felfalja. Egyszerre bontja a cellulózt és a lignint. Eredményeként a faanyag kifehéredik, morzsalékony lesz, tömegét veszti.
Termőtestei ősszel megjelennek meg a fa maradékán, a tövében, esetleg a gyökérzet mentén. Kisebb-nagyobb csokrokban fejlődnek. A csoportos megjelenés jellemző a fajra.
Lombos fák (ritkán fenyők) meggyengült vagy elhalt törzsén található meg, többnyire nagy csoportokban. A látszólag a talajból kinövő példányok a föld alatti gyökerekre, tuskókra települtek. Szeptembertől novemberig terem.

### Érdekesség
Egyes vélemények szerint némely orchidea fajok képesek „átverni és meglopni” a tuskógombát, vagyis a parazitán élősködnek. mások szerint az orchideák és tuskógombák kapcsolata csak szimbiotikus lehet.

## Hasonló fajok
A gyűrűs tuskógomba valójában egy fajkomplexum, egyes szerzők több (akár tíz) fajra bontják szét morfológia vagy párosodási kompatibilitás szerint. A sötétpikkelyes tuskógomba is lehet külön faj, vagy a gyűrűs tuskógomba változata. Összetéveszthető a tüskés tőkegombával, az ízletes tőkegombával, a csoportos tuskógombával is.

## Felhasználása
Nyersen enyhén mérgező (hasmenést okoz). Legalább 20 perces főzés után ehetővé válik és fanyar, kesernyés íze is eltűnik. Inkább a fiatal példányokat érdemes gyűjteni. Néhány embernek hőkezelés után is emésztőrendszeri panaszokat okozhat.
Kalapja puha, tönkje szívós. Jellegzetes szagú, kissé fanyar húsa nem kellő hőhatás esetén alaposan elcsapja a hasunkat (hasmenést okoz).
A megosztó gombák közé tartozik, kedvelik vagy kerülik. Felemás megítélése ellenére egyes tájakon fontos élelem, mert ősszel tömegesen gyűjthető és könnyű tartósítható.

## Képek

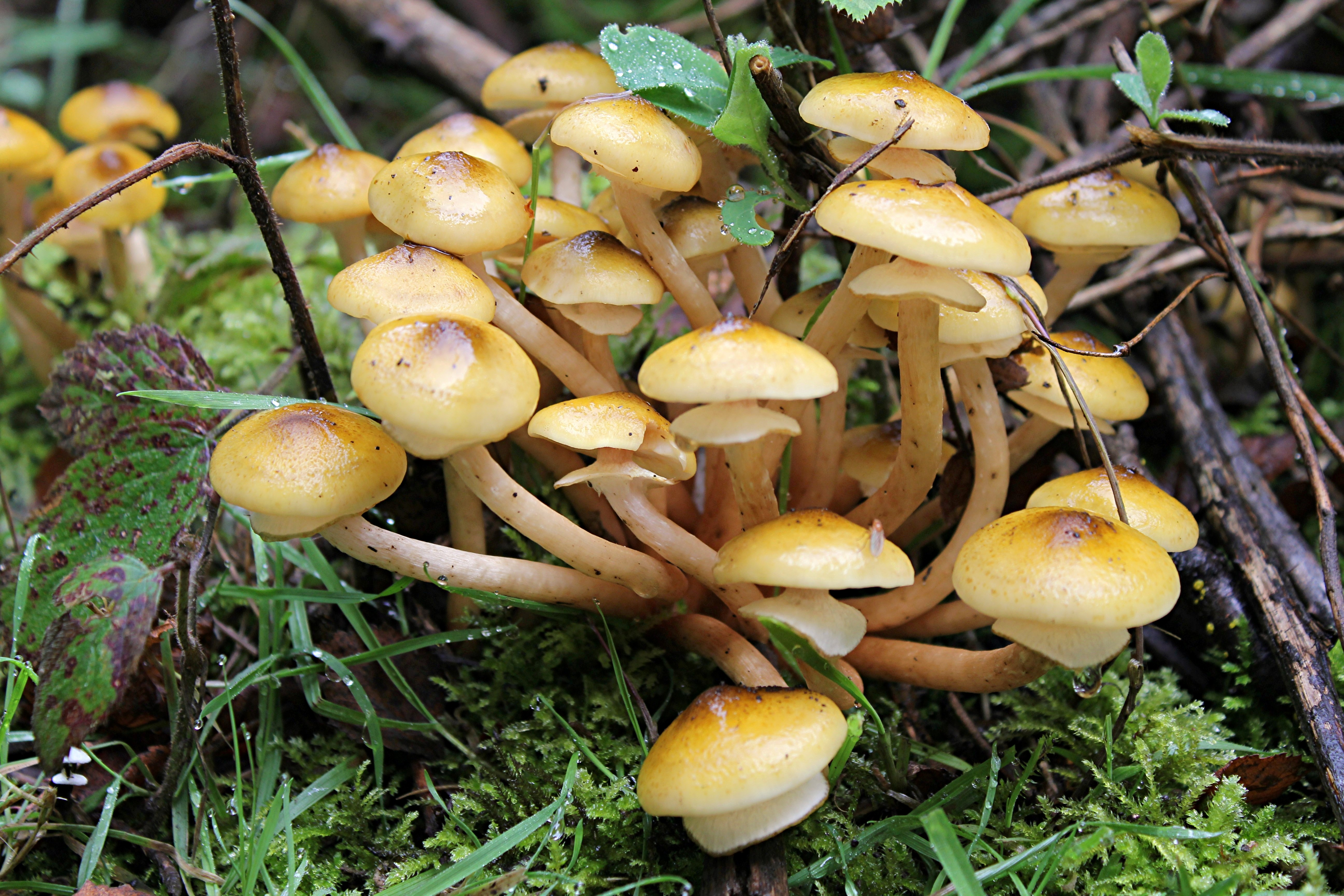
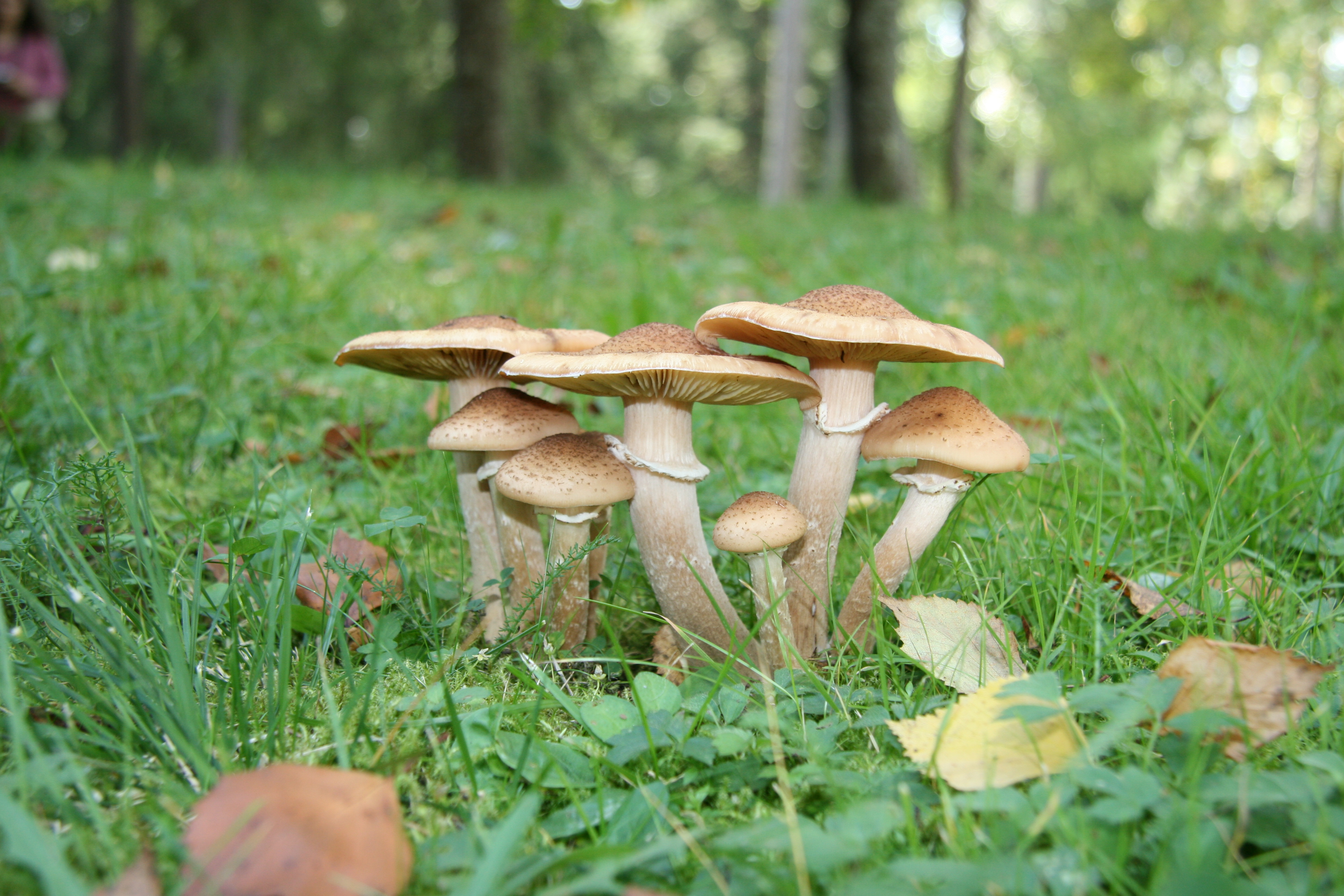
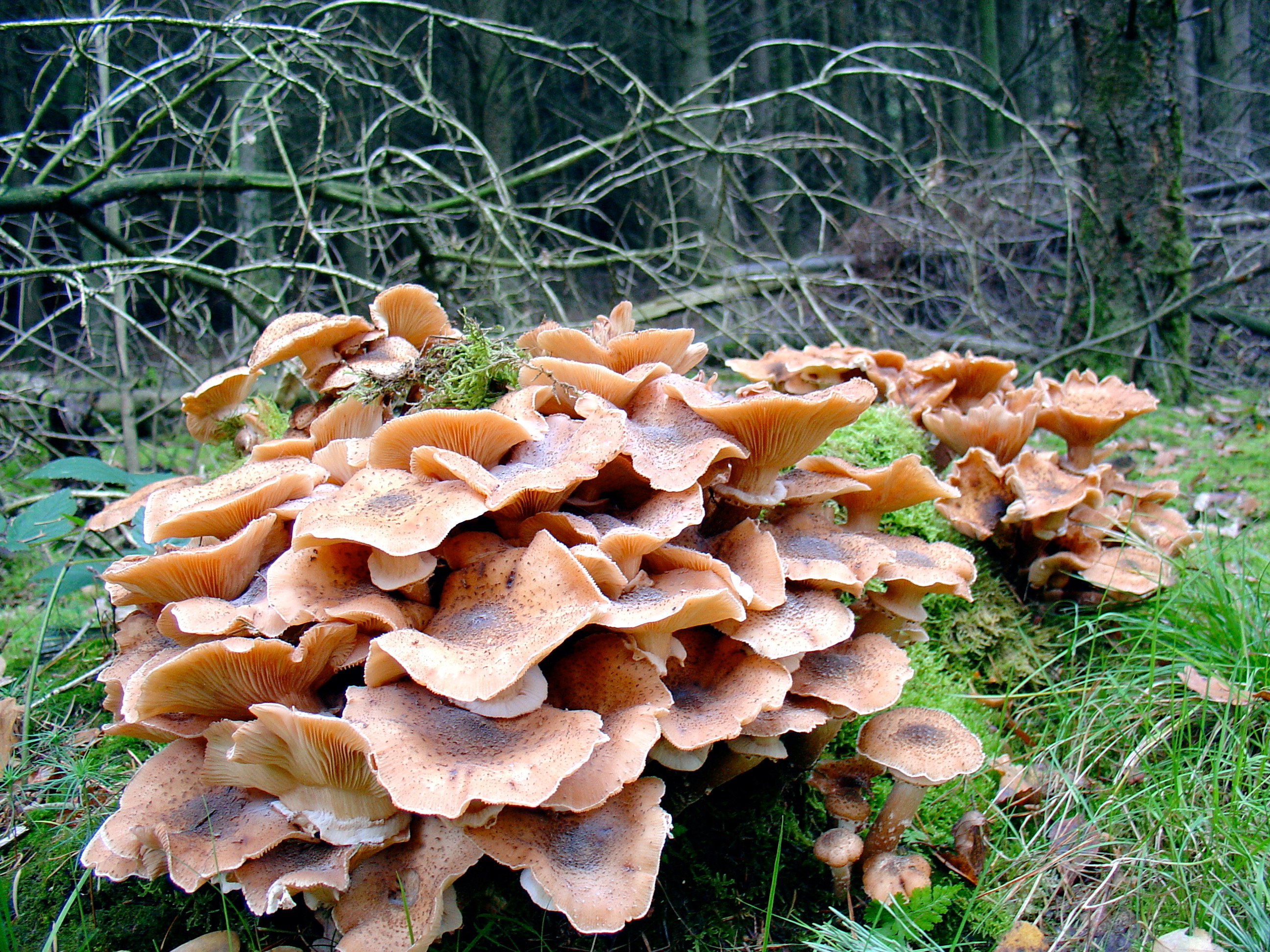
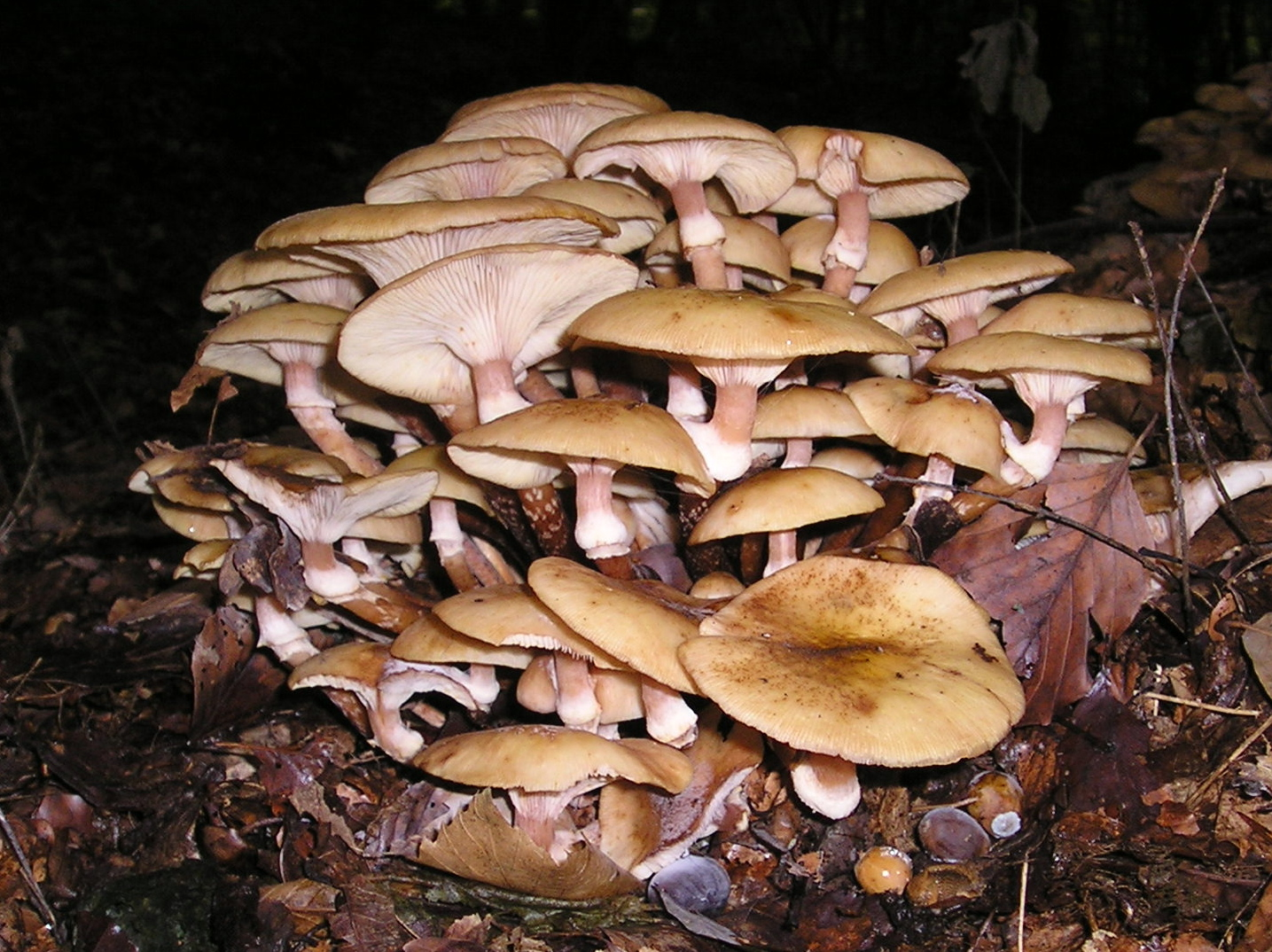
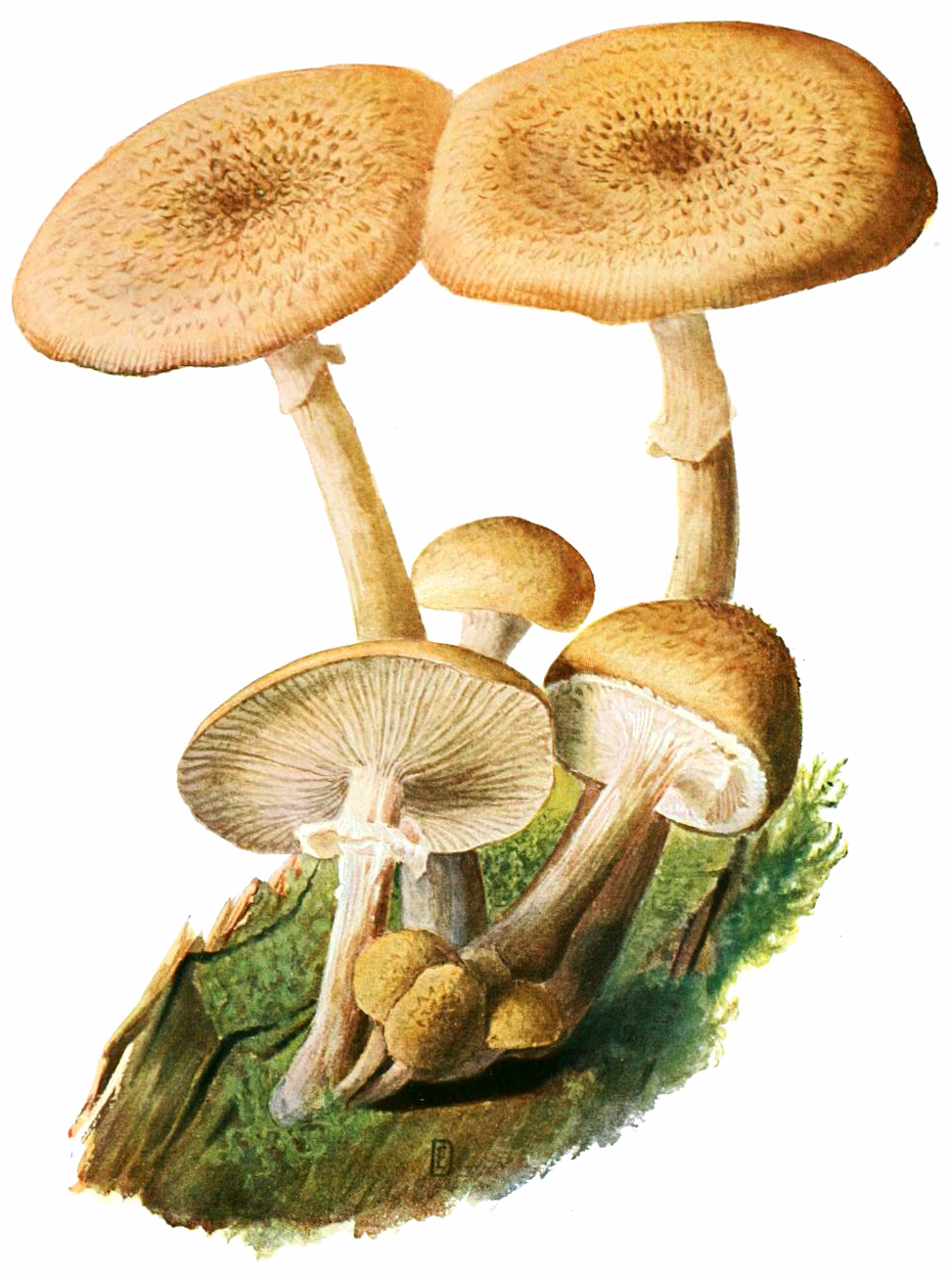